# آيت حمو اوبولمان (أسكسي)
آيت حمو اوبولمان هو دُوَّار يقع بجماعة إسكسي، إقليم أزيلال، جهة بني ملال خنيفرة في المملكة المغربية. ينتمي الدوّار لمشيخة أسكسي التي تضم 8 دواوير. يقدر عدد سكانه بـ 389 نسمة حسب الإحصاء الرسمي للسكان والسكنى لسنة 2004.

## وصلات خارجية
- البوابة الوطنية للجماعات الترابية
- المندوبية السامية للتخطيط